# Lonate Pozzolo
Lonate Pozzolo es una localidad y comune italiana de la provincia de Varese, región de Lombardía, con 12.008 habitantes.

## Evolución demográfica
| Gráfica de evolución demográfica de Lonate Pozzolo entre 1861 y 2001 |
|                                                                      |
| Fuente ISTAT - elaboración gráfica de Wikipedia                      |